# 5064 Тантьодзуру
5064 Тантьодзуру (5064 Tanchozuru) — астероїд головного поясу, відкритий 16 березня 1990 року.
Тіссеранів параметр щодо Юпітера — 3,594.
Названо на честь Тантьодзуру (яп. たんちょうづる(丹頂鶴) тантьо:дзуру).